# Alex Miller (Radsportler)
Alexander „Alex“ Miller (* 20. November 2000) ist ein namibischer Radsportler. Er tritt sowohl im Mountainbike als auch im Straßenradsport an. Anfang 2021 schloss sich Miller dem österreichischen Profiteam Trek Vaude an.
Er war Vertreter seines Landes bei den Olympischen Sommerspielen 2020 im Mountainbiken. Dort erreichte er den 31. Rang und damit die beste Radsportplatzierung aller namibischer Teilnehmer bei den Spielen. 2022 gewann er die Afrikameisterschaft und im gleichen Jahr bei den Commonwealth Games 2022 Bronze. 2023 konnte er seinen Titel bei der Afrikameisterschaft wegen einer Magen-Darm-Grippe nicht verteidigen. 2024 gewann er die Silbermedaille über die olympische Distanz (XCO) und Bronze über die Kurzdistanz (XCC). Beim Mountainbike-Weltcup im tschechischen Nové Město kam er im Marathon-Wettbewerb auf den zweiten Platz und erzielte so sein erstes Weltcup-Podium.
Miller musste bei den Olympischen Sommerspielen 2024 in Paris im Mountainbiken frühzeitig in der dritten Runde aufgeben. Er war bei der Eröffnungsfeier Fahnenträger seines Heimatlandes.

## Erfolge
2017
- Desert Dash, 4er-Team – gemeinsam mit Tristan de Lange, Hans Du Toit und Danzel de Koe

2018
- Afrikameisterschaft – Mannschaftszeitfahren (Junioren)

2019
- Tour Dordabis
- Afrikaspiele – Mountainbike-Marathon
- Namibischer Meister – Straßenrennen
- Namibischer U23-Meister – Straßenrennen[3]
- Namibischer Meister – Mountainbike[4]
- Namibischer Meister – MTB-Marathon

2020
- Namibischer Meister – Mountainbike

2021
- Namibischer Meister – Mountainbike

2022
- Nedbank Cycle Challenge
- Afrikameisterschaft – Mountainbike
- Commonwealth Games – Mountainbike
- Namibischer Meister – Mountainbike
- Namibischer Meister – MTB-Marathon

2023
- Namibischer Meister – Mountainbike
- 3. Rennen der Bike World Race Series, Hittnau, Schweiz
- Namibischer Meister – MTB-Marathon
- Attakwas Extreme

2024
- Namibischer Meister – Straßenrennen
- Namibischer Meister – Cross-Country XCO
- Namibischer Meister – Shorttrack XCC
- Afrika-Meisterschaften – Cross-Country XCO
- Afrika-Meisterschaften – Shorttrack XCC

2025
- Namibischer Meister – Straßenrennen, Einzelzeitfahren